# Alf ten Siethoff
Alf Gunnar ten Siethoff, född 20 oktober 1919 i Loemadjang, Java, död 5 mars 2015 i Högalids församling i Stockholm, var en indonesisk-svensk målare, tecknare och skulptör.

## Stil och motivval
Alf ten Siethoffs konst var till en början influerad av de äldre akademieleverna men i slutet på 1940-talet övergick han till ett mer nonfigurativt måleri vilket förutom nonfigurativa kompositioner består av geometriska figurer samt polykroma träskulpturer som bär drag från Söderhavsfolkens avgudabilder.

## Bakgrund, utbildning, viloplats
Alf ten Siethoff var son till jur. dr. J.J. ten Siethoff och Engla Schultz och från 1944 gift med Ylva Margareta Elisabet Ringqvist-ten Siethoff. Han studerade konst vid Berggrens och Isaac Grünewalds målarskolor innan han studerade vid Konsthögskolan 1946–1951. Därefter företog han ett antal studieresor till Nederländerna och Frankrike, bland annat med ett stipendium från H Ax:son Johnsons stiftelse. 
Makarna ten Siethoff är begravda på Norra begravningsplatsen utanför Stockholm.

## Offentlig utsmyckning

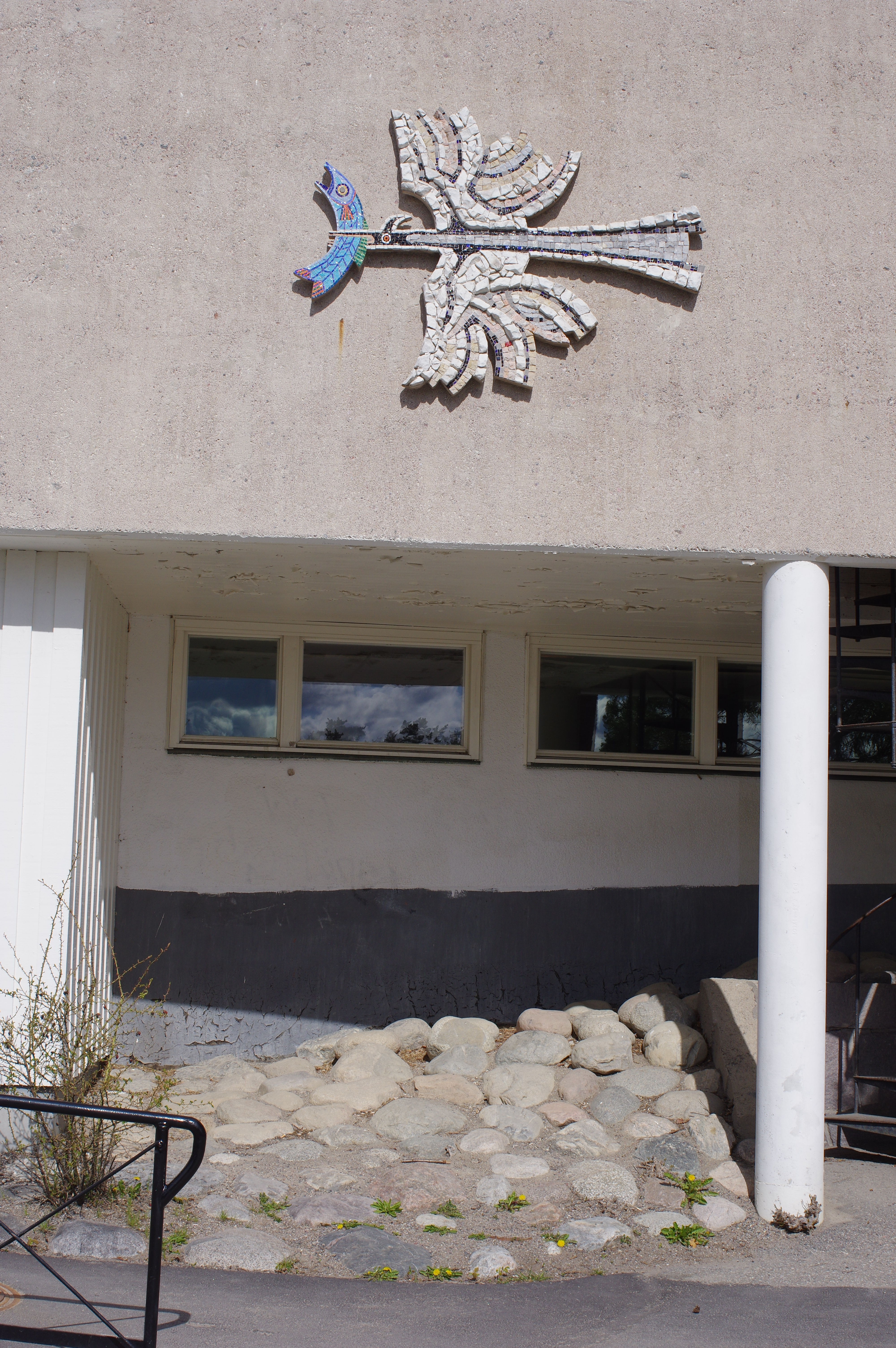
Fasadutsmyckning på Igelboda skola i Saltsjöbaden

Bland hans offentliga arbeten märks en förlaga till en ridå för SF-biografen Röda Kvarn i Karlstad, neonljus till SAS kontorsbyggnad vid Bromma flygfält, väggdekoration i Kungsholmshallen, väggdekorationer på Hotell Malmen i Stockholm, sju mosaikväggar i natursten för HSB:s bostadsområde i Oxelösund och en fasadmosaik på Igelbodaskolan i Saltsjöbaden.

## Utställningar
Tillsammans med Gun Setterdahl och Erik Svensson ställde han ut på Galleri Brinken i Stockholm 1950 och tillsammans med Ingemar Fröberg och Olle Langert på Gummesons konsthall 1953 samt i Lycksele 1954 tillsammans med Lennart Gram och Rune Hagman. Separat ställde han bland annat ut i Halmstad och Linköping. Han medverkade i Nationalmuseums utställning Unga tecknare, HSB:s utställning God konst i alla hem, Folket till konsten på Liljevalchs konsthall samt Sveriges allmänna konstförenings vårsalonger.

## Illustrationer
Alf ten Siethoff illustrerade han bland annat Karin Schultz ungdomsböcker Vintergator och stjärnvägar och Pansarhajar, skräcködlor och grottmänniskor.